# Christopher Pettiet
Christopher Lee Pettiet (* 12. Februar 1976 in Dallas, Texas; † 12. April 2000 in Los Angeles, Kalifornien) war ein US-amerikanischer Filmschauspieler und Sportler.

## Karriere
Zu seinem bekanntesten Spielfilm zählt die 1991 produzierte Komödie „Fast Food Family“, unter anderem mit Christina Applegate und David Duchovny. Für seine Darstellung des Zach wurde er mit dem Young Artist Award ausgezeichnet. Eine weitere bekannte Produktion mit ihm war der 1991 gedrehte Thriller „Gefährliche Brandung“ (unter anderem mit Keanu Reeves, Patrick Swayze). Er spielte auch an der Seite von Famke Janssen im Thriller Der Sunset-Killer 4 aus dem Jahr 1994.
Zu Pettiets privaten Freunden zählten Tobey Maguire und Leonardo DiCaprio. Christopher Pettiet – gerade 24 Jahre alt – starb im April 2000 an einer Überdosis Drogen. Seine Asche wurde bei Santa Monica in den Pazifik gestreut.

## Filmografie (Auswahl)
- 1990: Raumschiff Enterprise: Das nächste Jahrhundert (Star Trek: The Next Generation, Fernsehserie, eine Folge)
- 1991: Fast Food Family (Zach Crandell)
- 1991: Gefährliche Brandung (Point Break)
- 1991: L.A. Law – Staranwälte, Tricks, Prozesse (L.A. Law, Fernsehserie, eine Folge)
- 1991–1992: The Young Riders (Fernsehserie, 21 Folgen)
- 1992: Urlaubsflug auf die Insel des Grauens (Danger Island)
- 1992: Baywatch – Die Rettungsschwimmer von Malibu (Baywatch, Fernsehserie, eine Folge)
- 1993:   The Goodbye Bird
- 1993: SeaQuest DSV
- 1994: Horses and Champions
- 1994: Der Sunset-Killer 4
- 1995: Picket Fences – Tatort Gartenzaun (Picket Fences, Fernsehserie, eine Folge)
- 1996:  Carried Away
- 1996: Run Off (Boys)
- 1997: Ein Hauch von Himmel (Touched By An Angel, Fernsehserie, eine Folge)
- 1997: Mad Rex – Gegen das Gesetz (Against the Law)
- 1998: Chicago Hope – Endstation Hoffnung (Chicago Hope, Fernsehserie, eine Folge)
- 1999: Für alle Fälle Amy (Judging Amy, Fernsehserie, eine Folge)
- 1999: Undressed – Wer mit wem? (Undressed, Fernsehserie, 6 Folgen)